# Chiniak
Chiniak – jednostka osadnicza w Stanach Zjednoczonych, w stanie Alaska, w okręgu Kodiak Island.